# ليز فاولر
ليز فاولر (بالإنجليزية: Liz Fuller)‏ هي عارضة بريطانية، ولدت في 30 ديسمبر 1975 في سوانزي في المملكة المتحدة.

## وصلات خارجية
- ليز فاولر على موقع IMDb (الإنجليزية)